# Swisstransplant
Swisstransplant ist die schweizerische Nationale Stiftung für Organspende und Transplantation. Ziel der Stiftung ist die landesweite Förderung, Entwicklung und Koordination der Transplantation von Organen, Geweben und Zellen sowie die Information der Öffentlichkeit über die Organspende und die Organtransplantation. Im Auftrag des Bunds ist die Stiftung für die gesetzeskonforme Zuteilung der Organe an entsprechende Empfängerinnen und Empfänger zuständig und führt zudem die nationale Warteliste. Im Auftrag der Gesundheitsdirektorenkonferenz (GDK) koordiniert Swisstransplant alle Aufgaben der Kantone auf dem Gebiet der Organspendererkennung, Organspendemeldung und Betreuung der Angehörigen in Spitälern mit Intensivstationen. Eine schweizweit koordinierte Ausbildung von Fachpersonen stellt sicher, dass Synergien genutzt und Standards etabliert werden. Die Stiftung mit Hauptsitz in Bern beschäftigt rund 40 Mitarbeitende.

## Geschichte
1963 wurde am Inselspital Bern die schweizweit erste Nierentransplantation eines verstorbenen Spenders durchgeführt. Es folgten Organtransplantationen am Kantonsspital Basel (1968), am Kantonsspital St. Gallen (1969) sowie an den Universitätsspitälern Genf (1970) und Lausanne (1971). Weiter tätigte der schwedische Herzchirurg Åke Senning in der Klinik für Herzgefässchirurgie am Kantonsspital Zürich 1969 die erste Herztransplantation der Schweiz. Aufgrund der stetig ansteigenden Transplantationsrate und der rasch fortschreitenden Entwicklungen im Bereich der Transplantationsmedizin wurden in Bern zu Beginn der Achtzigerjahre unter dem Vorsitz von Felix Largiadèr erste Tagungen einberufen, die am 4. März 1985 die Gründung der Stiftung Swisstransplant am Universitätsspital Genf (Hôpitaux Universitaires de Genève HUG) zur Folge hatten.

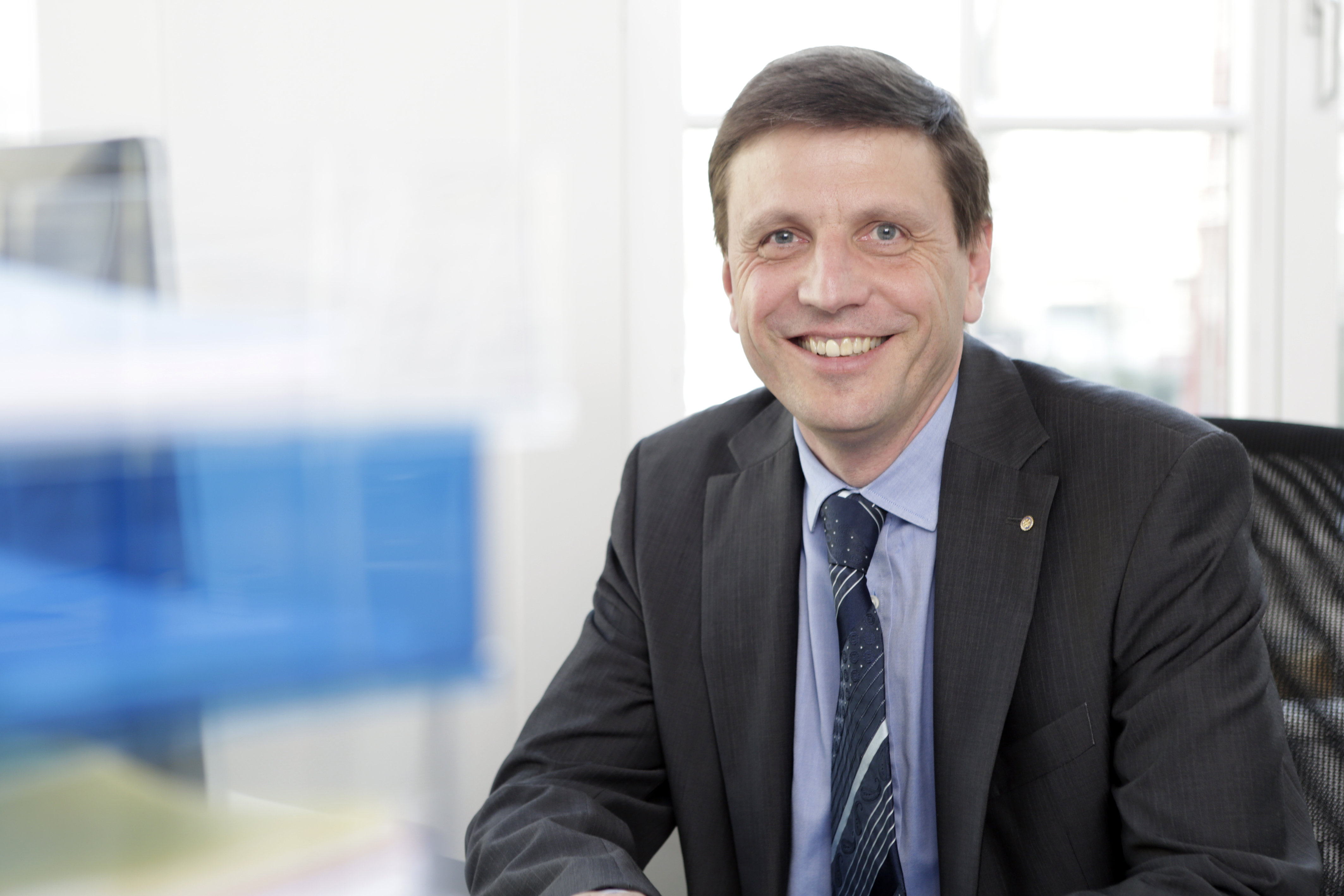
Franz Immer – CEO

Auf eine sechsjährige Präsidentschaft Jakob Schönebergers während der Jahre 1985 bis 1991 folgte eine Phase des Stiftungsausbaus: Unter Präsident Guy O. Segond wurde die Organzuteilung erstmals national koordiniert. Von 1998 bis 1999 bekleidete Felix Largiadèr das Präsidentschaftsamt, bevor Trix Heberlein zu Beginn des neuen Jahrtausends das Präsidium der Stiftung übernahm und Swisstransplant unter besonderer Berücksichtigung vorwiegend staatlicher Aufgaben bis ins Jahr 2013 leitete. Am 1. Januar 2007 trat das nationale Transplantationsgesetz in Kraft, dessen Umsetzung seit Anfang 2009 durch den Nationalen Ausschuss für Organspende (CNDO) (Comité National du don d’organes) koordiniert wird. Unter der Führung Heberleins wurde 2004 zudem Conrad E. Müller zum ersten Geschäftsführer der Stiftung Swisstransplant ernannt. Im Mai 2008 überliess Müller seine Stellung Franz Immer, damaliger habilitierter Facharzt für Herzchirurgie FMH an der Klinik für Herz- und Gefässchirurgie am Inselspital Bern. 2014 legte auch Trix Heberlein das Amt der Stiftungsleitung nieder und übergab die Präsidentschaft ihrem Nachfolger Pierre-Yves Maillard. Unter seiner Führung zeichnete die Stiftung Swisstransplant massgeblich für die Umsetzung des Aktionsplans «Mehr Organe für Transplantationen» des Bundesamts für Gesundheit (BAG) und der Kantone verantwortlich. Auf ihn folgte als Präsidentin die Tessiner Ständerätin Marina Carobbio Guscetti. Seit 1. Januar 2024 ist die Berner Ständerätin Flavia Wasserfallen Stiftungsratspräsidentin von Swisstransplant. 2025 feiert Swisstransplant ihr 40-Jahre-Jubiläum.

## Stiftungsstruktur (Organisation)
Oberstes Organ von Swisstransplant ist der Stiftungsrat, dem rund zwanzig Mitglieder unterschiedlicher Gebiete wie etwa der Transplantations- und Intensivmedizin, der medizinischen Fachgesellschaften, der Krankenversicherer sowie Fachspezialisten der Bereiche Recht und Politik angehören. Präsidiert wurde der Stiftungsrat von 2021 bis Mai 2023 von Marina Carobbio Guscetti, das Vizepräsidium bekleiden Daniel Candinas, Direktor und Chefarzt Viszeralchirurgie und Medizin am Inselspital Bern sowie Markus Béchir, Facharzt für Allgemeine Innere Medizin und Intensivmedizin, Chefarzt und Leiter Zentrum für Innere Medizin, Hirslanden Klinik, Aarau. Seit 1. Januar 2024 ist die Berner Ständerätin Flavia Wasserfallen Stiftungsratspräsidentin von Swisstransplant.

## Geschäftsstelle Bern

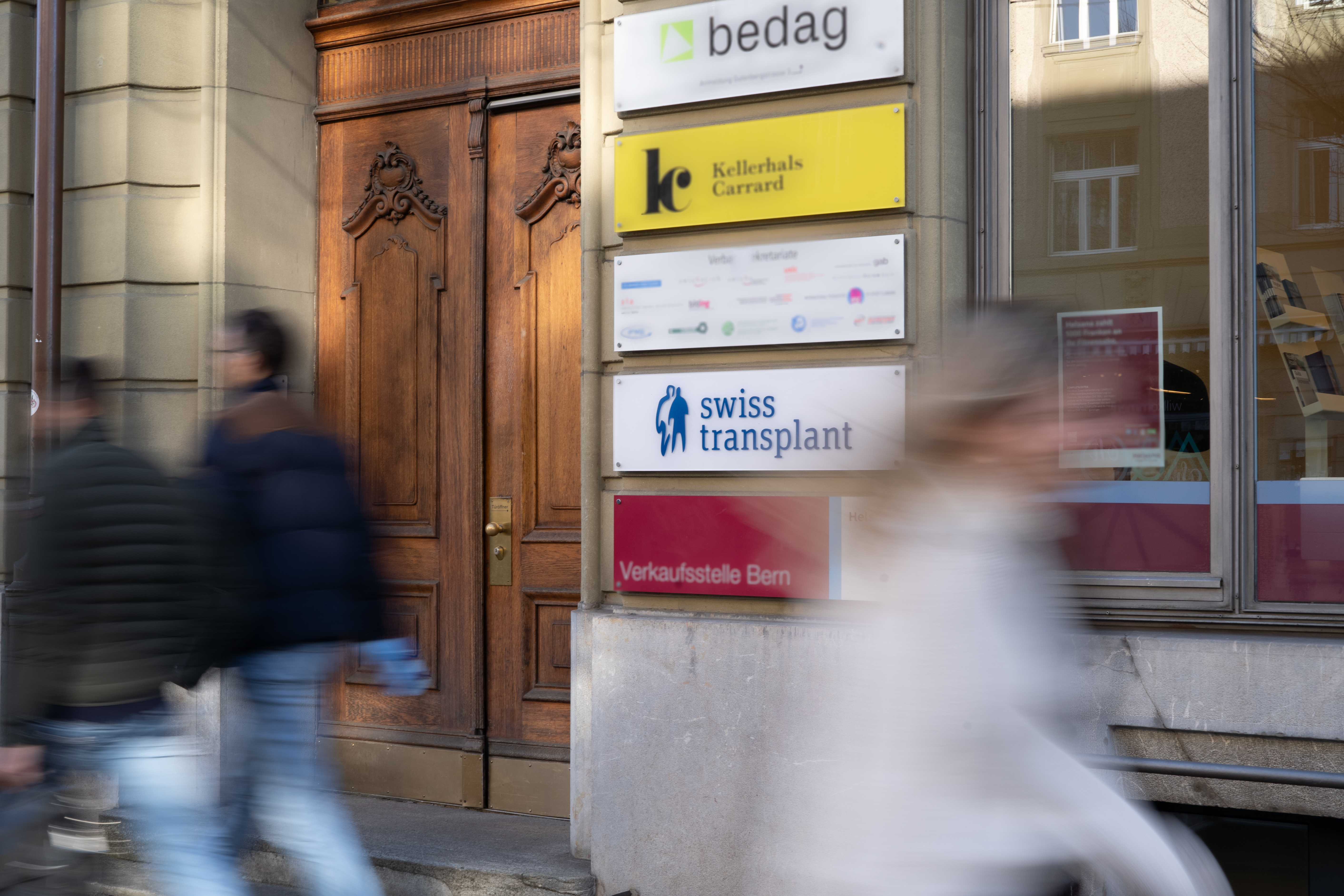
Geschäftsstelle in Bern

Die Geschäftsstelle der Stiftung Swisstransplant steht unter der Leitung von Franz Immer und hat ihren Sitz in Bern. Sie beschäftigt rund 45 Mitarbeitende. Die Geschäftsleitung der Stiftung wird von zwei Ausschüssen, dem Comité Médical (CM) sowie dem Comité du don d’organes (CNDO) flankiert.

### Comité Médical
Das Comité Médical bezeichnet den medizinischen Ausschuss der Schweizerischen Stiftung für Organspende und Transplantation. Das medizinische Komitee CM befasst sich mit Fragestellungen rund um die Transplantationsmedizin und wird von den Präsidenten der Swisstransplant-Arbeitsgruppen sowie Vertretenden der Transplantationszentren gestellt. In Kollaboration mit den Arbeitsgruppen ist der medizinische Ausschuss massgeblich an der Ausarbeitung und Optimierung der Zuteilungsregeln von Organen an potenzielle Empfängerinnen und Empfänger beteiligt und gewährleistet ideale Verbindungen zu nationalen und internationalen Transplantationszentren. Es wurde durch die GDK ins Leben gerufen.

### Comité National du don d’organes
In Abgrenzung zum Comité Medical setzt sich das Comité National du don d’organes (CNDO) aus Vertreterinnen und Vertretern der 5 Organspendenetzwerken, der Lokalen Koordination Organspende sowie Vertreterinnen und Vertretern der medizinischen Fachgesellschaften zusammen und bezeichnet somit den nationalen Ausschuss für Organspende der Stiftung Swisstransplant. Das Anfang 2009 aus der Integration der Schweizerischen Stiftung für Organspende FSOD hervorgegangene CNDO widmet sich der schweizweiten Förderung der Organ- und Gewebespende und gewährleistet den Informationsaustausch und die Koordination zwischen Organspendenetzwerken und der Nationalen Stiftung für Organspende Swisstransplant.

## Stiftungszweck
Zweck der Stiftung ist die landesweite Förderung, Entwicklung und Koordination der Transplantation von Organen, Geweben und Zellen. Als nationale Zuteilungsstelle ist Swisstransplant im Auftrag des Bunds zudem zuständig für die gesetzeskonforme Zuweisung der Spenderorgane an entsprechende Empfängerinnen und Empfänger und organisiert und koordiniert auf nationaler Ebene und gegebenenfalls in Zusammenarbeit mit ausländischen Zuteilungsorganisationen alle mit der Organzuweisung verbundenen Tätigkeiten. Überdies führt die Stiftung die nationale Warteliste der Organempfängerinnen und Organempfänger und erstellt und publiziert regelmässig Statistiken zur vorherrschenden Spendenbereitschaft der Bevölkerung zu erfolgten Transplantationen sowie zu aktuellen organspezifischen Wartezeiten.
Weiter zählt gemäss Stiftungsstatuten die Information der Öffentlichkeit hinsichtlich der Thematik der Organspende und Transplantation zu den elementaren Aufgaben von Swisstransplant. Im Zentrum steht die Botschaft, sich mit dem Thema auseinanderzusetzen und zu entscheiden, ob man seine Organe und Gewebe spenden möchte oder nicht. Ja oder Nein? – so lautet der Appell. Einer breiten Bevölkerung soll aufgezeigt werden, wo man seinen Willen festhalten kann: In einer Organspende-Karte, in einer Patientenverfügung oder im elektronischen Patientendossier (EPD). Weiter empfiehlt Swisstransplant, seinen persönlichen Entscheid den Angehörigen zu Lebzeiten zu kommunizieren, um diese und auch das Spitalpersonal zu entlasten.

## Transplantationskoordination
Neben den vorhergehend aufgeführten Informations- und Sensibilisierungsaufgaben zählt auch die nationale Transplantationskoordination zu den zentralen Wirkungsfeldern der Stiftung Swisstransplant. Gemäss Art. 19 des schweizerischen Transplantationsgesetzes führt Swisstransplant als verantwortliche Zuteilungsstelle die Liste aller gemeldeten auf eine Transplantation wartenden Personen und teilt die verfügbaren Organe nach Rücksprache mit den Transplantationszentren gemäss Listung den entsprechenden Empfängerinnen und Empfängern zu. Das eigens hierfür zuständige 10-köpfige Koordinationsteam ist rund um die Uhr erreichbar, organisiert und koordiniert sämtliche mit einer Transplantation zusammenhängenden Tätigkeiten und steht in ständigem Kontakt mit ausländischen Zuteilungsorganisationen sowie der Transplantationskoordination der 6 inländischen Transplantationszentren.

## Kampagnen
Zur nachhaltigen Sensibilisierung der Öffentlichkeit für die Thematik der Organspende und Transplantation hat Swisstransplant in den vergangenen Jahren mehrere zielgruppenorientierter Kampagnen lanciert.

### Spitalkampagne «Entscheiden – Reden – Entlasten»
Basierend auf den Resultaten einer repräsentativen Bevölkerungsbefragung, die eine grundsätzlich hohe gesellschaftliche Akzeptanz gegenüber Organspenden und Transplantationen zu Tage förderte, jedoch auch festmachte, dass die hohe Spendenbereitschaft nur selten zu einer klaren Willensäusserung führt, realisierte Swisstransplant Mitte September 2015 eine gesamtschweizerische Kampagne zur gezielten Sensibilisierung und Information von Fachpersonen und Bevölkerung in und um Schweizer Spitäler. Die Kernbotschaft der Spitalkampagne Entscheiden, reden, entlasten zielte auf das Entscheiden und Reden bezüglich Organspende, um auf diese Weise sowohl Angehörige als auch Spitalpersonal erheblich zu entlasten. Im Rahmen dieser Sensibilisierungskampagne wurden insgesamt acht verschiedene Porträts von Transplantierten publiziert, die mit dem Satz «Ich bin seit … tot», dem Transplantationsjahr der betroffenen Protagonisten sowie den Worten «… Eigentlich. Da war aber jemand, der mir sein Herz gespendet hat» betitelt sind.

### Jugendkampagne «Wir entscheiden uns»
Auf Anregung einer Maturandin des Gymnasiums Willisau hat Swisstransplant 2013 die Kampagne «Wir entscheiden uns» ins Leben gerufen. Ziel dieses ursprünglich von Giuliana Affentranger im Rahmen einer Maturaarbeit konzipierten Projekts besteht darin, Jugendliche ab 16 Jahren mittels einer eigens auf diese Zielgruppe zugeschnittenen Broschüre über die Möglichkeit der Organspende zu informieren und junge Erwachsene wenn möglich zu einer eigenen, reflektierten Entscheidung bezüglich der Organspende zu bewegen. Die Kampagne «Wir entscheiden uns» richtet sich demnach in erster Linie an Jugendliche sowie an Schulen und Lehrkräfte der entsprechenden Stufen. Mittlerweile steht Swisstransplant landesweit mit über 180 Schulhäusern in Kontakt und hat aufgrund der grossen Nachfrage der Institutionen in Kooperation mit Lehrpersonen unterschiedlichster Fachrichtungen Lernsätze entwickelt, die das Themenfeld der Organspende und der Transplantation unter Berücksichtigung fächerspezifischer Gesichtspunkte umfassend beleuchten.

### «Rede über Organspende»
Im September 2016 haben Swisstransplant und das Bundesamt für Gesundheit (BAG) die Kampagne «Rede über Organspende» lanciert. Die Kampagne soll bis April 2020 Menschen dazu anregen, Organspenden zu erwägen und Angehörigen den Entscheid für oder gegen Organspende mitzuteilen. Die Kampagne ist Teil des Aktionsplans «Mehr Organe für Transplantationen», der im März 2013 vom Bundesrat lanciert worden ist.

### Aktion «#ichschänkedirmisHärz»
Rund um den Nationalen Tag der Organ- und Gewebespende vom 11. September 2021 war Swisstransplant mit der Verteilaktion «#ichschänkedirmisHärz» schweizweit an 14 Bahnhöfen unterwegs. Botschafter von Swisstransplant verschenkten dabei rund 40'000 Hariboherzen. Der Kampagnenslogan von Pony M. lautete «Sag ja, sag nein, sag ETWAS» verbunden mit dem Apell, seinen persönlichen Willen zur Organspende zu äussern. Das heisst zu kommunizieren, ob man am Lebensende seine Organe, Gewebe und Zellen spenden möchte oder nicht.

### Aktion «Be a Gamechanger»
Rund um den Nationalen Tag der Organ- und Gewebespende von Samstag, 9. September 2023, lancierte Swisstransplant verschiedene Massnahmen. Im Fokus stand wie immer der Aufruf: «Die Organspende ist freiwillig – informiere dich, entscheide dich, rede mit deinen Angehörigen darüber.» Zusätzlich zum üblichen Informationsmaterial über die Organspende standen als Give-away Jasskarten mit deutschen und französischen Spielkarten zur Verfügung.

## Aktionsplan BAG «Mehr Organe für Transplantationen»
Die Nachfrage nach transplantablen Organen ist derzeit grösser als das bestehende Angebot. So wies die Schweiz im Jahr 2019 eine Spenderate von 17 Spender pro Million Einwohner auf. Damit liegt sie im europäischen Vergleich im hinteren Drittel. Mit dem am 8. März 2013 initiierten Aktionsplan «Mehr Organe für Transplantationen» verfolgt der Bundesrat in Zusammenarbeit mit Akteuren wie etwa Swisstransplant das Ziel, das bestehende Potenzial an Organspendern effektiver zu nutzen und die Spenderate Verstorbener um rund 60 % – von 13 auf 20 Spendende pro Million Einwohner – zu erhöhen. Die Umsetzung des vom BAG lancierten Aktionsplans sollte im Wesentlichen in zwei Etappen erfolgen: In einer ersten Phase, bis Ende 2013, wurden die notwendigen Schwerpunkte festgelegt, die in einer zweiten Periode 2014–2017 in Teilprojekten umgesetzt werden sollten. Um für einzelne Massnahmen entsprechende gesetzliche Grundlagen zu schaffen, wurde in der zweiten Umsetzungsphase unter anderem eine Revision des Transplantationsgesetzes angestrebt. Obwohl die eingeführten Massnahmen positive Effekte zeigten, wurde das gesteckte Ziel von 20 Spendern pro Million Einwohner mit 18,6 pmp nicht ganz erreicht. Der Aktionsplan «Mehr Organe für Transplantationen» 2019–2021 soll mit aktualisierten und angepassten Massnahmen die Zahl der Organspenden weiter erhöhen und das Ziel von 22 Spendern pmp erreichen. Als eine sowohl im Steuerungs- als auch im Begleitgremium vertretene Organisation war die Stiftung Swisstransplant stark in die Erarbeitung und Umsetzung dieses vom BAG und den Kantonen entworfenen Aktionsplans involviert.

## Warteliste und Spendezahlen
Um den Umsetzungsverlauf des Aktionsplan des BAG bis ins Jahr 2017 dokumentarisch festzuhalten, erhebt und veröffentlicht die Stiftung Swisstransplant viermal jährlich Zahlen zu transplantierten Spenderorganen sowie zur aktuellen von der Stiftung geführten Empfängerwarteliste. Letztere erfasst Patientinnen und Patienten mit schwerwiegend eingeschränkter Organfunktion, bei denen jegliche alternativen Therapiemöglichkeiten ausgeschöpft sind. Die Wartezeit der Gelisteten für eine Transplantation kann je nach benötigtem Organ und in Abhängigkeit vom Gesundheitszustand des Empfängers sowie der medizinischen Dringlichkeit des Eingriffs wenige Tage bis mehrere Jahre in Anspruch nehmen.
Wie die von Swisstransplant erhobenen Zahlen zeigen, wurden im Jahr 2024 in den 6 anerkannten Schweizer Transplantationszentren insgesamt 47 Herzen, 63 Lungen, 133 Lebern und 13 Pankreas transplantiert. Die grösste Anzahl transplantierter Organe ist mit 395 Eingriffen im Bereich der Nierentransplantation zu verzeichnen. Im Jahr 2024 verzeichnete die Schweiz 187 verstorbene Organspenderinnen und Organspender. Im 2023 waren es 200 verstorbene Organspenderinnen und Organspender, der bisherige Höchstwert.

## Organspendenetzwerke und Transplantationszentren
Das Transplantieren von Organen erfolgt landesweit in 6 verschiedenen Transplantationszentren. Dazu zählen die Universitätsspitäler Genf, Lausanne, Bern, Basel und Zürich sowie das Kantonsspital St. Gallen. Jedes der Zentren ist auf die Transplantation gewisser Organe spezialisiert. Während am Universitätsspital Bern Herz-, Leber- und Nierentransplantationen durchgeführt werden, konzentrieren sich das Universitätsspital in Basel und das Kantonsspital St. Gallen auf das Transplantieren von Nieren. Herz-, Leber- und Nierentransplantationen sind auch in Genf möglich, wo ferner Lebern, Pankreata und Langerhans-Inseln, wie auch Dünndärme ex- und implantiert werden. Das grösste Transplantationszentrum der Schweiz befindet sich jedoch am Universitätsspital Zürich. Neben Herz-, Leber-, Dünndarm- und Pankreata-Transplantationen nehmen Chirurgieteams an dem im Jahr 2007 eröffneten Zentrum auch Verpflanzungen von Langerhans-Inseln vor.
Während sich Transplantationseingriffe bei jüngeren Kindern an den Zentren in Bern und Lausanne auf Herzen und Nieren beschränken, ermöglicht eine enge Zusammenarbeit zwischen dem Transplantationszentrum Zürich und dem benachbarten Kinderspital, am Zürcher Transplantationszentrum nicht nur bei Erwachsenen, sondern auch bei Kindern Herz-, Lungen- und Nierentransplantationen durchzuführen. Neben dem Verpflanzen von Organen kommt den Transplantationszentren auch das Listen der Organempfänger auf der nationalen Warteliste zu. Es entscheiden demnach die Zentren, welche Patienten eine Transplantation benötigen und auf die Warteliste für Organtransplantationen gesetzt werden müssen.

## Organspende-Karten
Öffentlichkeitsarbeit hinsichtlich der Organspende und Transplantation zählt zu den Kernaufgaben der Stiftung Swisstransplant. Ziel der Bevölkerungssensibilisierung besteht jedoch nicht allein im Akquirieren von Organspenderinnen und Organspendern. Im Zentrum der Stiftungsbemühungen steht vielmehr der Anspruch, Einzelpersonen zu einer persönlichen Entscheidung für oder gegen das Spenden körpereigener Organen zu bewegen. Das Dokumentieren des eigenen Willens mittels Organspende-Karte sei, so die Nationale Stiftung für Organspende, ein geeignetes Mittel, Angehörige und Spitalpersonal im Entscheidungsfall zu entlasten. Liegt hingegen keine Willensäusserung zur Entnahme von Organen, Geweben und Zellen zum Zweck der Transplantation vor, entscheiden die nächsten Angehörigen darüber, ob die Organe der verstorbenen Person gespendet werden oder nicht – eine Entscheidung, die für Trauernde wie auch für das Spitalpersonal eine grosse Belastung darstellen kann.

## Nationales Organspenderegister
Am 1. Oktober 2018 lancierte Swisstransplant das Nationale Organspenderegister. Im Online-Register können in der Schweiz oder in Liechtenstein wohnhafte Personen ab 16 Jahren dokumentieren, ob und wenn ja, welche Organe und Gewebe im Todesfall entnommen werden dürfen. Zudem kann darüber bestimmt werden, ob nicht transplantierbare Organe und Gewebe zu Forschungszwecken weiterverwendet werden können. Der freiwillige und jederzeit modifizierbare Registereintrag erfolgt per Benutzeraccount mit persönlichem Login. Steht nach einem Todesfall im Spital die Frage einer Organ- und Gewebespende im Raum, können zuständige Ärzte nach beschlossenem Therapieabbruch den Registereintrag über die Nationale Koordination von Swisstransplant konsultieren. Im Gegensatz zur nach wie vor gültigen Organspende-Karte, die im entscheidenden Moment oft nicht auffindbar ist, wird der im Register dokumentierte Entscheid im Ernstfall sicher zugänglich gemacht. Mit dem klar definierten Entscheid besteht für behandelnde Ärzte wie auch für Angehörige die Gewissheit, im Sinn der verstorbenen Person zu handeln. Am 31. Dezember 2021 haben 132'170 im Nationalen Organspenderegister festgehalten, ob sie ihre Organe, Gewebe und Zellen spenden möchten oder nicht.
Anfang 2022 wurde im Schweizer Fernsehen in der Sendung Kassensturz ein Sicherheitsmangel bezüglich dem Nationalen Organspenderegister entdeckt und an Swisstransplant herangetragen. Der Mangel wurde im Frühling 2022 in enger Absprache mit dem eidgenössischen Datenschutzbeauftragten EDÖB analysiert. Mit der Annahme des neuen Transplantationsgesetzes, das am 15. Mai 2022 zur Volksabstimmung gelangte, wurde die Möglichkeit geschaffen, ein sicheres Register durch den Bund aufzubauen, das alle Anforderungen an hohe Sicherheitsstandards erfüllt. Im Oktober 2022 kommunizierte Swisstransplant die Einstellung seines Organspenderegisters.

## Systemwechsel zur erweiterten Widerspruchslösung
Das Stimmvolk hat am 15. Mai 2022 mit einer klaren Mehrheit von 60,2 % den Wechsel von der erweiterten Zustimmungslösung zur erweiterten Widerspruchslösung angenommen. Im bisherigen System dürfen einer verstorbenen Person nur Organe, Gewebe oder Zellen entnommen werden, wenn das Einverständnis dazu vorliegt. Mit der erweiterten Widerspruchslösung gilt: Wer seine Organe nicht spenden will, soll dies explizit in einem Register festhalten. Bei beiden Regelungen können die Angehörigen stellvertretend im mutmasslichen Sinn der verstorbenen Person entscheiden, wenn der Wille der verstorbenen Person nicht bekannt ist. Sind die Angehörigen nicht erreichbar oder bestehen Sprachbarrieren oder sozio-kulturelle Hindernisse, ist eine Organentnahme unzulässig. Die Organspende bleibt mit der neuen Lösung freiwillig: Jede und jeder kann wünschen, ob und welche Organe, Gewebe und Zellen gespendet werden möchten oder nicht. Federführend bei der Umsetzung des neuen Gesetzes ist das Departement des Innern mit dem Bundesamt für Gesundheit. Die Einführung der erweiterten Widerspruchslösung erfolgt frühestens im Lauf des 2026. Der schafft ein neues Register und empfiehlt in der Zwischenzeit, seinen persönlichen Willen festzuhalten mit einer Organspende-Karte, einer Patientenverfügung oder einem elektronischen Patientendossier.

## Internationale Zusammenarbeit
Swisstransplant arbeitet eng mit verschiedenen europäischen Transplantationsorganisationen zusammen – insbesondere mit Frankreich, Italien, Spanien, Portugal, Litauen, GB, Scandiatransplant und Eurotransplant. Findet sich für ein Organ innerhalb der schweizerischen Landesgrenzen kein passender Empfänger, wird es zu Transplantationszwecken ausländischen Partnerorganisationen übergeben. So wurden im Jahr 2024 insgesamt 24 transplantable Organe von der Schweiz ins Ausland vermittelt und exportiert. Umgekehrt wurden insgesamt 52 Organe aus anderen Ländern in die Schweiz importiert und an hiesigen Zentren implantiert.

## Erfolge
Mittels vermehrter Öffentlichkeits- und Spitalkampagnen förderte die Stiftung den offenen Diskurs betreffend Organspende und Transplantation.
Auch in Bezug auf den von Bund und Kantonen lancierten Aktionsplan, dessen Ziel darin bestand, die Rate postmortaler Spender bis ins Jahr 2018 schweizweit auf 20 Spender pro Million Einwohner zu erhöhen, verzeichnet Swisstransplant Erfolge. So gelang es während des Kalenderjahrs 2015 insgesamt 471 Organe von 143 Spendenden an konvenierende Empfänger zu vermitteln, was einem damaligen Spendenhöchststand und im Vergleich zum Jahr 2014 einem Zuteilungsanstieg von knapp 17 % entsprach. Auch in Zusammenhang mit der Organwarteliste war im Jahr 2015 eine aus Sicht der Stiftung durchaus positive Entwicklung zu verzeichnen. Nachdem die nationale Warteliste in den Vorjahren stetigen Zuwachs erfahren hatte, konnte das Ansteigen der Zahl gelisteter Patienten im Jahr 2015 merklich eingedämmt werden. Während Ende 2020 1'457 Personen auf ein lebensrettendes Organ hofften, nahm die Zahl im Folgejahr nur geringfügig ab und erfasste am 31. Dezember 2021 insgesamt 1'434 gelistete Patienten. Am 31. Dezember 2022 standen 1'442 Menschen auf der Warteliste, im ganzen Jahr insgesamt 2'150 Menschen. Am 31. Dezember 2023 standen 1'391 Menschen auf der Warteliste, im ganzen Jahr insgesamt 2'225 Menschen. 92 Menschen starben 2023 auf der Warteliste für ein Spendeorgan, das sind fast 2 Menschen pro Woche. Am 31. Dezember 2024 standen 1'331 Menschen auf der Warteliste, im ganzen Jahr insgesamt 2'116 Menschen. 75 Menschen starben 2024 auf der Warteliste für ein Spendeorgan, das sind 1 bis 2 Menschen pro Woche.

## Kritik
Als schweizerische Stiftung für Organspende und Transplantation sieht sich Swisstransplant mit einer Vielzahl kritischer Einwände konfrontiert. Die Kritik richtet sich einerseits gegen Struktur und Wirken der Stiftung, anderseits gegen den eigentlichen Wirkungsbereich Swisstransplants, gegen Organspende und Transplantation.

### Kritik an Struktur und Erfolgsbilanz der Stiftung
Die Erhöhung der Spenderrate zählt zu den Hauptzielen der Stiftung für Organspende und Transplantation. Während im Jahr 2012 96 postmortale Organspender zu verzeichnen waren, erhöhte sich die Zahl 2013 auf 110, im Folgejahr auf 117 und 2021 gar auf eine Rekordzahl von 166 Spendern. Dennoch erfuhr die Stiftung öffentliche Kritik hinsichtlich der erreichten Spendezahlen. Trotz massiver Aufstockung an Personal und Ausbau der zur Verfügung stehenden Mittel gelänge es der Stiftung nicht, die konstant tiefe Spenderate der Schweizer Bevölkerung in analoger Weise zu erhöhen, kritisiert etwa der renommierte Herzchirurg und Direktor der Klinik für Herz- und Gefässchirurgie am Inselspital in Bern, Thierry Carrel, die erreichten Rekord-Spendezahlen des Jahrs 2015 gegenüber dem Schweizer Radio und Fernsehen SRF.

### Kritik am Wirkungsbereich der Stiftung
Die nationale Organspendestiftung Swisstransplant ist neben Kritik an Struktur und Wirken auch allgemeinen Einwänden betreffend der Organspendepraxis und der Transplantation ausgesetzt. Als Zielscheibe spendekritischer Äusserungen verantwortet sich die Stiftung insbesondere gegenüber Einreden bezüglich der Validität des Hirntodkriteriums. Der einer Organentnahme vorausgesetzte vollständige und irreversible Ausfall aller Hirnfunktionen (Hirntod) umfasse, so die Argumentation der Transplantationsgegner, keinen ganzheitlich abgeschlossenen Sterbeprozess und sei daher faktisch nicht mit dem eigentlichen Tod eines Menschen gleichzusetzen. Aus diesem Grund komme das Entnehmen von Organen hirntoter Patienten einer Tötung menschlichen Lebens gleich und laufe moralisch-ethischen Werten wie auch medizinischen Grundsätzen drastisch zuwider.
Im Wissenschaftsmagazin Schweizerische Ärztezeitung vom September 2013 griff Franz Immer, Direktor der Stiftung Swisstransplant, die durch das Hirntodkriterium hervorgerufene Skepsis betreffend der Organspende auf und bezog Stellung gegenüber Kritikern der Transplantationsmedizin. Immer erklärte gegenüber der Ärztezeitung, der Herz-Kreislauf eines hirntoten Menschen lasse sich nur dank Geräten der Intensivmedizin aufrechterhalten: „Ein Hirntoter ist effektiv und unwiederbringlich tot, seine Organe können nur noch künstlich am Leben gehalten werden.[...] Würde man die künstliche Beatmung abstellen, stünden auch Herz und Kreislauf still.“ Ferner argumentiert Immer, dass der Hirntod einer Person durch zwei Ärzte unabhängig voneinander und anhand von sieben explizit festgelegten klinischen Merkmalen diagnostiziert und somit vor einer Organentnahme medizinisch zweifelsfrei festgestellt werden müsse. Die Hirntoddiagnostik nach der Organspende im Hirntod (DBD) oder der Organspende im Hirntod nach Herz-Kreislauf-Stillstand (DCD) erfolgt nach den Richtlinien der Akademie der Medizinischen Wissenschaften (SAMW).